# اوگتای اسدف
اوگتای اسدف (ترکی آذربایجانی: Oqtay Sabir oğlu Əsədov؛ زاده ۳ ژانویه ۱۹۵۵) سیاستمدار اهل جمهوری آذربایجان است که ریاست مجلس ملی جمهوری آذربایجان را بر عهده داشت.

## زندگی‌نامه
اوگتای اسدف در ۳ ژانویه ۱۹۵۵، در آرویس، استان سیونیک، ارمنستان شوروی زاده شد. او دانش‌آموخته فناوری تولید ماشین‌آلات از آکادمی دولتی نفت آذربایجان می‌باشد. اسدف فعالیت‌های شغلی خود را در سال ۱۹۷۶ به عنوان دستیار مدیر در کارخانه تولید کولر باکو آغاز نموده و به زودی به ریاست آن انتخاب شد. در سال ۱۹۷۹، به عنوان مهندس ارشد به اداره کل بازسازی و ساخت و ساز ویژه آذربایجان گماشته و بعدها تصدی مؤسسهٔ «Azərsantexquraşdırma»، از سازمان‌های تابعه آن اداره را عهده‌دار شد. او از ریاست شرکت مدیریت آب «آب‌شوران سو» بین سال‌های ۱۹۹۶ تا ۲۰۰۴ و نیز شرکت «آذرسو» از ۲۰۰۴ الی ۲۰۰۵ در کارنامه خود برخوردار است. اسدف عضو انجمن بین‌المللی آب است.

## کارنامه سیاسی
اوگتای اسدف در انتخابات پارلمانی سال ۲۰۰۰، به مجلس ملی جمهوری آذربایجان راه یافت. در سال ۲۰۰۵، مجدداً در سال‌های ۲۰۰۵ و ۲۰۱۰ به ترتیب به عنوان نماینده مردم شهرستان آب‌شوران و شهرستان بینه‌قدی باکو یک کرسی در مجلس را ازآن خود نمود. او اولین بار در ۲ دسامبر ۲۰۰۵ و بعد در ۲۹ نوامبر ۲۰۱۰، با واسطه رأی‌گیری نمایندگان رئیس مجلس انتخاب شد. اوگتای اسدف ریاست هیئت‌های نمایندگی آذربایجان در کشورهای مستقل همسود و مجمع پارلمانی کشورهای ترک‌زبان را عهده‌دار است.
او همچنین عضو شورای سیاسی حزب آذربایجان نوین است.

## نشان
در سال ۲۰۱۴، الهام علی‌اف، رئیس‌جمهوری آذربایجان از اوگتای اسدف با اعطاء «مدال افتخار» جمهوری آذربایجان تقدیر نمود.